# Estonska vojna za neodvisnost
Estonska vojna za neodvisnost (estonsko Vabadussõda, dobesedno Osvobodilna vojna), znana tudi kot estonska osvobodilna vojna, je bila obrambna kampanja estonske vojske in njenih zaveznikov, predvsem Združenega kraljestva, proti ruski sovjetski ofenzivi proti zahodu v letih 1918–1919 in proti agresiji pronemških Baltskih domobrancev leta 1919. Kampanja je bila boj novoustanovljene demokratične države Estonije za neodvisnost po prvi svetovni vojni. Rezultat vojne je bila zmaga Estonije in sklenitev Tartujskega mirovnega sporazuma leta 1920. 

## Ozadje
Med rusko revolucijo leta 1917 se je novoizvoljena pokrajinska skupščina (Maapäev) Avtonomne gubernije Estonije razglasila za najvišjo suvereno oblast v Estoniji namesto nove boljševiške vlade, ki jo je postavila Sovjetska Rusija. Lokalni boljševiki so zato Maapäev kmalu po ustanovitvi razpustili in demokratično izvoljeno estonsko vodstvo začasno potisnili v ilegalo v prestolnici Talin. Nekaj mesecev kasneje, februarja 1918, je Estonski reševalni odbor, ki ga je ustanovil Maapäev, izkoristil zatišje med umikom Rdeče armade in prihodom nemške cesarske nemške vojske in 24. februarja 1918 v Talinu objavil estonsko deklaracijo o neodvisnosti in oblikoval začasno estonsko vlado. To prvo obdobje neodvisnosti je bilo izjemno kratkotrajno, saj so nemške čete že naslednji dan vstopile v Talin. Nemške oblasti niso priznale ne začasne vlade ne njene zahteve po neodvisnosti Estonije. 
Po nemški revoluciji s kapitulacijo cesarske Nemčije ob koncu prve svetovne vojne, 11.–14. novembra 1918, so predstavniki Nemčije uradno predali politično oblast estonski začasni vladi. 16. novembra 1918 je začasna vlada pozvala k prostovoljni mobilizaciji in začela organizirati estonske oborožene sile, s Konstantinom Pätsom kot vojnim ministrom, generalmajorjem Andresom Larko kot načelnikom štaba in generalmajorjem Aleksandrom Tõnissonom kot poveljnikom estonske vojske, ki je sprva imela samo eno divizijo. 

## Potek vojne

### Sovjetska ofenziva proti zahodu
Konec novembra 1918 so boljševiške sovjetske ruske oborožene sile krenile proti Estoniji. 28. novembra 1918 je sovjetska 6. rdeča strelska divizija napadla obmejno mesto Narva, kar je označilo začetek estonske osamosvojitvene vojne. Strelska divizija je imela 7.000 vojakov, 22 poljskih topov, 111 mitraljezov, oklepni vlak dve oklepni vozili, dve letali in križarko Oleg razreda Bogatir s podporo dveh rušilcev. Mesto so branili možje Estonske obrambne zveze, domobranstva, sestavljenega delno iz srednješolcev, in Pehotnega polka št. 405 nemške vojske. Rdeča vojska je 29. novembra zavzela Narvo in pehotni polk št. 405 se je umaknil proti zahodu. 
Sovjetska 2. novgorodska divizija s 7.000 vojaki, 12 poljskimi topovi, 50 strojnicami, dvema oklepnima vlakoma in tremi oklepnimi vozili je  južno od Čudskega jezera odprla drugo fronto. 
Estonske vojaške sile so takrat štele 2.000 mož z lahkim orožjem in približno 14.500 slabo oboroženih mož v Estonski obrambni zvezi. Konec novembra 1918 je bil ustanovljen Baltski bataljon, sestavljen iz mitralješke čete in pehote. Vojska je imela tudi za bataljon veliko enoto prostovoljne milice estonske nemške manjšine, ki je ostala zvesta republiki do konca vojne.
49. polk rdečih latvijskih strelcev je 18. decembra zavzel železniško križišče Valga, na božični večer pa mesto Tartu. Prav tako na božični večer je 6. rdeča strelska divizija zavzela železniško križišče Tapa in napredovala do 34 kilometrov od glavnega mesta Talina. Estonski boljševiki so v Narvi razglasili Estonsko delavsko komuno. Do konca leta je 7. rdeča armada nadzorovala Estonijo vzdolž frontne črte 34 kilometrov vzhodno od Talina, zahodno od Tartuja in južno od Ainažija.
Za vrhovnega poveljnika estonskih oboroženih sil je bil imenovan polkovnik Johan Laidoner, ki je do 23. decembra 1918 rekrutiral 600 častnikov in 11.000 prostovoljcev. Sile je reorganiziral tako, da je v južni Estoniji ustanovil 2. divizijo pod poveljstvom polkovnika Viktorja Puškarja in enote komandosov, med njimi partizanski bataljon Tartuma in bataljon Kalevi Malev. Estonija je dobila tudi zunanjo pomoč. 5. decembra 1918 ji je Finska dostavila 5000 pušk in 20 poljskih topov skupaj s strelivom. 
Eskadra Britanske kraljeve mornarice, ki ji je poveljeval kontraadmiral Edwyn Alexander-Sinclair, je 31. decembra priplula v Talin in dostavila 6500 pušk, 200 mitraljezov in dva poljska topova. Eskadra je zajela ruska rušilca Spartak in Avtroil in ju predala Estoniji, ki ju je preimenovala v Vambola in Lennuk. 
2. januarja so v Estonijo prispele finske prostovoljne enote z 2000 možmi. V Talinu so pod poveljstvom pomorskega kapitana Johana Pitke in kapitana Karla Partsa zgradili tri oklepne vlake.

### Osvoboditev estonskega ozemlja
Do začetka leta 1919 je estonska vojska povečala svoje vrste na skupno 13.000 mož, od tega 5.700 na fronti, nasproti 8.000 sovjetskim vojakom. Okrepljena estonska vojska je med 2. in 5. januarjem 1919 zaustavila napredovanje 7. Rdeče armade in 7. januarja prešla v protiofenzivo. Dva dni kasneje je bila v zelo uspešni akciji ob podpori oklepnih vlakov osvobojena Tapa, 12. januarja pa še Rakvere. 
Med osvobajanjem Narve se je 1.000-članska finsko-estonska vojska 17. januarja izkrcala pri Utriji v zaledju sovjetske 6. strelske divizije, s čimer je sovjetskim silam onemogočila umik proti vzhodu. Naslednji dan je bila Narva osvobojena. Posledično se je severovzhodna fronta stabilizirala ob reki Narvi. 1. estonska divizija je v enajstih dneh napredovala 200 km.
Na južnem bojišču je s hitrim posredovanjem oklepnih vlakov in partizanskega bataljona Tartumaa 2. divizija je nadaljevala napredovanje proti jugu in naletela na naraščajoč sovjetski odpor. V bitki pri Pajuju so partizanski bataljon Tartumaa in finski prostovoljci 31. januarja pregnali Rdeče latvijske strelce iz Valge. 
Na južnem bojišču je bil s hitro napotitvijo oklepnih vlakov in partizanskega bataljona Tartumaa osvobojen Tartu. 2. divizija je nadaljevala prodirati proti jugu in naletela na naraščajoč sovjetski odpor. V bitki pri Pajuju so partizanski bataljon Tartumaa in finski prostovoljci 31. januarja pregnali Rdeče latvijske strelce iz Valge. 
7. Rdeča armada je bila premagana izven meja današnje Estonije in bojna fronta se je pomaknila v starodavno, zgodovinsko poselitveno območje Estoncev. V drugi polovici februarja 1919 so Estonci med prodiranjem proti jugu zavzelo Salacgrīvo in Alūksne. Napredovanje so kmalu nato zaustavile okrepljene sovjetske enote. Na prvi dan neodvisnosti 24. februarja 1919 je imela estonska vojska na fronti 19.000 mož, 70 poljskih topov in 230 mitraljezov. Estonija je postala prva država, ki je zaustavila sovjetsko prodiranje proti zahodu.
V drugi polovici februarja je Rdeča armada začela novo ofenzivo za zavzetje Estonije. Sovjeti so v ta namen ustanovili tako imenovano 'estonsko' Rdečo armado z več kot 80.000 naborniki.  
Na položajih ob reki Narvi sta estonska 1. divizija in njen zavezniški beloruski severni korpus odbila napade 7. Rdeče armade. Rdeča armada je močno bombardirala Narvo, zaradi česar je okoli 2000 ljudi ostalo brez strehe nad glavo, mesta pa ji ni uspelo zavzeti. Večina sovjetskih sil je bila skoncentrirana na in ob južni fronti. Tako imenovana 'estonska' Rdeča armada je do 15. marca zavzela župnije Alūksne, Setomaa, Vastseliina in Räpina. 
Potem ko je estonska 2. divizija dobila okrepitve, je izvedla protinapad in do 29. marca zavzela Petseri. Kasneje je bila 'estonska' Rdeča armada potisnjena za reko Optjok. 
27. marca je bila estonska 3. divizija razporejena vzdolž zahodnega boka južne fronte pod poveljstvom generalmajorja Ernsta Põdderja. 22. aprila se je Rdeča armada približala Võruju na 1,5 km in razmere so postale kritične. Hudi boji so se na jugovzhodni fronti nadaljevali do prve polovice maja. 
27. aprila so Rdeči latvijski strelci zavzeli Rūjieno, a jih je 3. divizija kmalu potisnila nazaj na črto Salacgrīva-Seda-Gauja.

### Volitve in ustanovitev tujih vojaških enot
5. in 7. aprila 1919 je bila izvoljena estonska ustavodajna skupščina. Na volitvah sta zmagali levica in sredinska stranka. 120 članov ustavodajne skupščine se je sestalo na uvodnem zasedanju 23. aprila in za predsednika izvolilo socialdemokrata Augusta Reija. Začasna vlada je odstopila in izvoljena je bila  nova vlada pod vodstvom Otta Strandmana. 4. junija je skupščina sprejela začasno ustavo Estonije. 10. oktobra je bil sprejet zakon o zemljiški reformi, ki je zaplenil in prerazporedil velika baltska nemška posestva, ki so pokrivala več kot polovico ozemlja Estonije.
Estonija je aktivno pomagala organizirati bele ruske, latvijske in ingrijske sile na ozemlju republike. Beli ruski severni korpus je v Estoniji deloval od decembra 1918. 18. februarja je bil podpisan sporazum med Estonijo in Latvijo, ki je dovoljeval ustanavljanje latvijskih sil pod estonskim poveljstvom, vendar je dovolil njihovo delovanje le na južni fronti. Severnolatvijska brigada pod poveljstvom Jorģisa Zemitānsa je bila ustanovljena iz državljanov Latvije, ki so pribežali v Estonijo. Marca 1919 je bil podpisan sporazum z Ingrijskim narodnim ljudskim odborom o oblikovanju Ingrijskega bataljona. Do maja 1919 je bilo v estonski vojski 6.000 Rusov, 4.000 Latvijcev in 700 Ingrijcev. 

### Ofenzive v Rusijo in Latvijo
Rdeča armada je ostala aktivna tudi potem, ko je estonska vojska vzpostavila nadzor nad svojo državo. Estonsko vrhovno poveljstvo se je zato odločilo potisniti svoje obrambne črte onkraj meje z Rusijo. 13. maja je Severni korpus prešel v ofenzivo pri Narvi, presenetil Sovjete in uničil njihovo 6. divizijo. Ofenzivo sta ob obali Finskega zaliva podpirali britanska in estonska mornarica ter marinci. Ko se je fronta približevala, se je garnizija utrdbe Krasnaja Gorka uprla, ko so prispele okrepitve pa je Rdeča armada izvedla protinapad in bele Ruse potisnila nazaj. S podporo estonske 1. divizije se je fronta stabilizirala na rekah Luga in Saba.
Ofenziva estonske bojne skupine Petseri se je začela 24. maja. 600 vojakov 1. estonskega strelskega polka Rdeče armade je skupaj z Leonhardom Rittom, poveljnikom 1. estonske strelske divizije, še isti dan prestopilo na estonsko stran. V estonski ofenzivi je bila uničena Estonska Rdeča armada in estonska vojska je 25. maja zavzela Pskov in očistila ozemlje med Estonijo in reko Velikojo sovjetskih sil. Nekaj dni kasneje je v Pskov prispela bela ruska vojska. Ker sama ni mogla obraniti mesta,  je tam ostalo nekaj estonskih sil, druge pa so se umaknile na ozemlje Estonije. Severni korpus je v okolici Pskova začel mobilizirati pripadnike lokalnega prebivalstva. 19. junija 1919 je estonski vrhovni poveljnik general Johan Laidoner preklical svoje poveljstvo nad belimi Rusi in jih preimenoval v  Severozahodno armado. Kmalu zatem je poveljstvo Severozahodne armade prevzel Nikolaj Nikolajevič Judenič.
Sočasno z ofenzivo na Pskov sta estonska 2. in 3. divizija  začeli ofenzivo proti jugu v severno Latvijo. Do konca maja sta zavzeli Alūksne in Valmiero. Zaradi sočasnih nemško-latvijskih ofenziv v zahodni Latviji je položaj za Sovjete postajal zelo težak. 31. maja je estonski konjeniški polk pod vodstvom Gustava Jonsona dosegel Gulbene in zajel veliko vozil, vključno z 2 oklepnima vlakoma. Hitra ofenziva 2. divizije na čelu s konjeniškim polkom se je nadaljevala in 6. junija je vojska  prečkala reko Daugavo in zavzela Jēkabpils. 3. divizija zatem ni mogla več podpirati napredovanja 2. divizije, ker se je soočila z novim sovražnikom: Baltskimi domobranci.

### Vojna proti Baltskimi domobrancem
Vojna proti Baltskim domobrancem je izbruhnila na južni fronti v Latviji 5. junija 1919. Latvijski demokrati pod vodstvom Kārlisa Ulmanisa so razglasili neodvisnost, tako kot Estonci, a so jih sovjetske sile kmalu potisnile nazaj v Liepajo, kjer je nemški 6. rezervni korpus končno ustavil sovjetsko napredovanje. Nemške sile, ki jih je vodil general Rüdiger von der Goltz, so vključevale tudi Baltske domobrance, sestavljene iz baltskih Nemcev, gardne rezervne divizije nekdanjih vojakov cesarske nemške vojske, ki so ostali v Latviji, in  Železne divizije prostovoljcev, ki so jih motivirale možnosti pridobitev posesti ob  Baltiku. To je bilo mogoče, ker so pogoji premirja, ki so ga sklenili z zahodnimi zavezniki, zavezovali Nemce, da ohranijo svojo vojsko na vzhodu, da bi preprečili boljševistično grožnjo. VI. rezervni korpus je vključeval tudi 1. neodvisni latvijski bataljon pod poveljstvom Oskarsa Kalpaksa. Bataljon je bil sestavljen iz etničnih Latvijcev, zvestih začasni vladi Latvije.
Nemci so prekinili organiziranje latvijskih nacionalnih sil in 16. aprila 1919 strmoglavili začasno latvijsko vlado in jo zamenjali z nemško orientirano marionetno začasno latvijsko vlado, ki jo je vodil Andrievs Niedra. Predsednik strmoglavljene vlade Ulmanis se je se je pod zaščito Antante umaknil na  parnik Saratov. VI. rezervni korpus je Sovjete potisnil nazaj in 23. maja zavzel Rigo, nadaljeval napredovanje proti severu in zahteval, da se estonska vojska umakne iz okupiranih delov severne Latvije. Pravi namen VI. rezervnega korpusa je bil priključiti Estonijo kot  marionetno državo pod nemško oblastjo. 
3. junija je estonski general Laidoner izdal ultimat, v katerem je zahteval, da se morajo nemške sile umakniti proti jugu in prepustiti Estoncem širokotirno železnico med Ieriķijem in Gulbenejem. Ko so se 5. junija estonski oklepni vlaki odpeljali na ta odsek proge, da bi preverili uresničevanje zahteve, so jih neuspešno napadli Baltski domobranci. Naslednji dan so domobranci zavzeli Cēsis in 8. junija odbili estonski protinapad.  
10. junija je bilo s posredovanjem Antante sklenjeno premirje. Zahtevo Antante, da se nemške sile umaknejo za črto, ki so jo zahtevali Estonci, je von der Goltz zavrnil in zahteval umik Estoncev iz Latvije ter zagrozil z nadaljevanjem vojne. 19. junija so se boji nadaljevali z napadom Železne divizije na položaje estonske 3. divizije pri Limbažiju in Straupeju, s čimer se je začela bitka pri Cēsisu. 3. estonska divizija, vključno z 2. latvijskim polkom Cēsis pod polkovnikom Krišjānisom Berķisom, je takrat imela 5990 pešcev in 125 konjenikov. Intenzivni nemški napadi na estonske položaje so se nadaljevali do 22. junija, vendar brez preboja. 23. junija je estonska 3. divizija izvedla protinapad in ponovno zavzela Cēsis. Obletnico bitke pri Cēsisu v Estoniji praznujejo kot Dan zmage. 
Estonska 3. divizija je nadaljevala napredovanje proti Rigi. Ko so estonske sile 3. julija dosegle obrobje Rige, je bilo na zahtevo Antante sklenjeno premirje in v Rigi je bila obnovljena Ulmanisova vlada. Nemškim silam je bilo ukazano, da zapustijo Latvijo, Baltski domobranci pa so bili postavljeni pod poveljstvo latvijske začasne vlade in poslani v boj proti Rdeči armadi. Da bi zaobšli ukaze Antante, so čete razpuščenega VI. rezervnega korpusa namesto odhoda proti Rdeči armadi vključili v Zahodno rusko prostovoljno vojsko, ki jo je uradno najela nemška marionetna vlada Latvije in ji je poveljeval Pavel Bermondt-Avalov. Oktobra so se spopadi znova začeli, ko je zahodnoruska prostovoljna vojska napadla Rigo. Po latvijski prošnji za pomoč je Estonija tja poslala dva oklepna vlaka, da bi pomagala odbiti nemški napad. Estonska vojska je podprla tudi obrambo Latvije pred Sovjeti z obrambo fronte severno od Lubanskega jezera.

### Zadnje bitke in mirovna pogajanja
Sovjetska Rusija je poskušala skleniti mir od pomladi 1919. 25. aprila 1919 so madžarski komunisti ponudili posredovanje pri poravnavi med boljševiki in Estonci, vendar je admiral Cowan Estoncem zagrozil z umikom podpore, če bodo sprejeli ponudbo Madžarov. Rusi so nato v radijskih oddajah 27. in 28. aprila javno načeli temo mirovnih pogajanj, potem pa je sovjetska vlada 21. julija  predstavila uradno ponudbo za pogajanja. Estonci so 4. septembra ponudbo sprejeli in 16. septembra so se pogajanja začela. Estonija je nato predlagala prekinitev pogajanj, dokler se Latvija, Litva in Finska ne bi strinjale, da bodo sodelovale v skupnih pogajanjih.
Jeseni je severozahodna vojska začela operacijo Beli meč s ciljem zavzeti Petrograd. Z orožjem, ki sta ga zagotovili Britanija in Francija, ter operativno podporo estonske vojske, estonske mornarice in Kraljeve mornarice je severozahodna vojska 28. septembra 1919 začela ofenzivo.  Estonija je podprla severozahodno armado zaradi zahtev Antante. Estonske sile so sodelovale v skupnem pomorskem in kopenskem napadu na utrdbo Krasnaja Gorka, medtem ko je estonska 2. divizija poskušala uničiti mostove čez reko Velikaja. Estonska 3. divizija pa je napadla proti Pitalovu. Severozahodna armada se je Petrogradu približala na okoli 16 kilometrov, potem pa jo je Rdeča armada potisnila nazaj do reke Narve. Estonsko vrhovno poveljstvo, nezaupljivo do belih Rusov, je ostanke severozahodne vojske, ki se je umaknila na estonsko ozemlje, razorožilo in interniralo.
7. in 15. sovjetska armada, ki sta se pomikali za umikajočimi se belimi ruskimi silami, sta nadaljevali z napadi na utrjene položaje na državni meji blizu Narve. Prvi spopadi so se zgodili na reki Luga 16. novembra, s čimer so se začele odločilne bitke med  120.000 Sovjeti in 40.000 Estonci. Po več zaporednih napadih je 7. Rdeči armadi uspelo doseči nekaj skromnih uspehov. Konec novembra so se razmere na fronti umirile, saj so morali Sovjeti dopolniti svoje sile. Da bi v mirovnih pogajanjih lahko pritisnili na Estonijo, so se 7. decembra ponovno začeli intenzivni sovjetski napadi. 16. decembra je položaj postal kritičen, ko so prednje enote 15. Rdeče armade prečkale reko Narvo. Naslednji dan je estonski protinapad Sovjete potisnil nazaj čez reko. Estonsko vrhovno poveljstvo je med bitkami okrepilo 1. divizijo v Narvi in tja poslalo poveljstvo 3. divizije. Poveljnik Virske fronte je postal general Tõnisson. V težkih bitkah, ki so povzročile 35.000 žrtev, je bila Rdeča armada do konca decembra popolnoma izčrpana.
19. novembra se je nova vlada Jaana Tõnissona odločila za ponoven začetek pogovorov s Sovjetsko Rusijo, tudi brez sodelovanja drugih baltskih držav. Pogajanja so se začela 5. decembra. Glavna sporna točka so bila ozemeljska vprašanja. Medtem ko so se pogajanja nadaljevala, so se hudi boji pri Narvi nadaljevali. Mirovni sporazum je bil končno sklenjena 31. decembra 1919, premirje pa je začelo veljati 3. januarja 1920.

## Tuja pomoč
Tuja pomoč, večinoma iz Združenega kraljestva in Finske, je imela zelo pomembno vlogo v zgodnjih fazah vojne. 
Britanske pomorske in zračne sile so v vzhodni Baltik prispele decembra 1918 po lobiranju estonskih politikov v Londonu. V tem času je bila nova estonska vlada šibka in obupana. Estonski premier je celo zahteval, da se njegova država razglasi za britanski protektorat, vendar Britanija temu zahtevku ni ugodila. Britanska flota je dostavila 6500 pušk, 200 mitraljezov in dva poljska topova. V bližini Talina je zajela dva sovjetska rušilca in ju predala Estoniji. Eskadrilja Kraljeve mornarice je zagotavljala topniško podporo na obali in ščitila Estonijo pred rusko baltsko floto. Združeno kraljestvo je skozi celo vojno ostalo glavni dobavitelj orožja in opreme Estoniji. 
Britanska mornarica je kljub precejšnji podpori imela majhen vpliv na izid vojne, ker so glavne operacije izvajali Estonci in Latvijci na kopnem. Britanci so v baltski kampanji sodelovali z 88 ladjami, od katerih jih je bilo 16 potopljenih.  V kampanji je umrlo 128 britanskih vojakov, devet je bilo ujetih in najmanj 27 ranjenih.
Zaskrbljena zaradi boljševiške vladavine na jugu, je Finska Estoncem  dostavila opremo in orožje. Finska je do 12. decembra dobavila 5000 pušk in 20 poljskih topov in poslala 3500 prostovoljcev. Pohjan Pojat, enota finskih prostovoljcev pod vodstvom Hansa Kalma, se je boril na južni fronti, vključno z bitko pri Pajuju, medtem ko se je enota I Suomalainen Vapaajoukko pod vodstvom Martina Ekströma borila na virujski fronti, vključno z bitko pri Utriji. Finski prostovoljci so se vrnili na Finsko marca–aprila 1919 in izgubili 150 mož. 
Dansko-baltski pomožni korpus s približno 200 možmi pod poveljstvom stotnika Richarda Gustava Borgelina je bil ustanovljen aprila 1919. Enota je sodelovala v bitkah proti boljševikom v Latviji in pri Pskovu. Do izteka njihove pogodbe septembra  je bilo ubitih 19 mož. R.G. Borgelin je bil povišan v podpolkovnika in v zahvalo za svoje usluge dobil dvorec Maidla. 
Enota švedskih prostovoljcev pod poveljstvom Karla Mothanderja je bila ustanovljena na Švedskem v začetku leta 1919. Marca 1919 se je 178 prostovoljcev udeležilo izvidniških misij v Virumi. Aprila je bila četa poslana na južno fronto in sodelovala v bojih pri Pečorih. Maja je bila enota razpuščena. Nekaj prostovoljcev se je pridružili drugim enotam, drugi pa so se vrnili na Švedsko. 

## Tartujski mirovni sporazum
2. februarja 1920 sta Republika Estonija in RSFSR podpisali Tartujski mirovni sporazum. V tem času sovjetskega boljševističnega režima ni priznala še nobena zahodna sila. Pogoji sporazuma so navajali, da se Rusija za vedno odpoveduje vsem pravicam do ozemlja Estonije. Dogovorjena meja se je približno ujemala s frontno črto ob prekinitvi sovražnosti. Estonija je obdržala strateško pomemben pas ozemlja vzhodno od reke Narve in pokrajino Setumaa na jugovzhodu.